# Tomáš Zlatohlávek
Tomáš Zlatohlávek (Hlučín, 22 maggio 2000) è un calciatore ceco, attaccante del Baník Ostrava.

## Carriera
Cresciuto nel settore giovanile del Sigma Olomouc, ha esordito in prima squadra il 23 agosto 2019, nella partita di campionato vinta per 2-0 contro il Teplice. In seguito viene ceduto in prestito al Fotbal Třinec, al Prostějov e al Graffin Vlašim.
Rientrato al Sigma Olomouc, disputa una stagione con i biancoblù, venendo impiegato prevalentemente con la seconda squadra del club; il 27 giugno 2023 viene acquistato a titolo definitivo dal Pardubice, con cui firma un quadriennale. Il 12 gennaio 2025 si trasferisce al Baník Ostrava.

## Statistiche

### Presenze e reti nei club
Statistiche aggiornate al 4 luglio 2025.
| Stagione             | Squadra              | Campionato           | Campionato | Campionato | Coppe nazionali | Coppe nazionali | Coppe nazionali | Coppe continentali | Coppe continentali | Coppe continentali | Altre coppe | Altre coppe | Altre coppe | Totale | Totale |
| Stagione             | Squadra              | Comp                 | Pres       | Reti       | Comp            | Pres            | Reti            | Comp               | Pres               | Reti               | Comp        | Pres        | Reti        | Pres   | Reti   |
| -------------------- | -------------------- | -------------------- | ---------- | ---------- | --------------- | --------------- | --------------- | ------------------ | ------------------ | ------------------ | ----------- | ----------- | ----------- | ------ | ------ |
| 2019-2020            | Sigma Olomouc        | 1L                   | 1          | 0          | CRC             | 1               | 0               | -                  | -                  | -                  | -           | -           | -           | 2      | 0      |
| ago.-dic. 2020       | Fotbal Třinec        | FNL                  | 7          | 0          | CRC             | 0               | 0               | -                  | -                  | -                  | -           | -           | -           | 7      | 0      |
| feb.-giu. 2021       | Prostějov            | FNL                  | 13         | 5          | CRC             | -               | -               | -                  | -                  | -                  | -           | -           | -           | 13     | 5      |
| 2021-2022            | Graffin Vlašim       | FNL                  | 22+2       | 8+1        | CRC             | 2               | 0               | -                  | -                  | -                  | -           | -           | -           | 26     | 9      |
| 2022-2023            | Sigma Olomouc        | 1L                   | 5          | 0          | CRC             | 1               | 0               | -                  | -                  | -                  | -           | -           | -           | 6      | 0      |
| Totale Sigma Olomouc | Totale Sigma Olomouc | Totale Sigma Olomouc | 6          | 0          |                 | 2               | 0               |                    | -                  | -                  |             | -           | -           | 8      | 0      |
| 2023-2024            | Baník Ostrava        | 1L                   | 24         | 7          | CRC             | 1               | 0               | -                  | -                  | -                  | -           | -           | -           | 25     | 7      |
| 2024-gen. 2025       | Baník Ostrava        | 1L                   | 18         | 2          | CRC             | 1               | 0               | -                  | -                  | -                  | -           | -           | -           | 19     | 2      |
| Totale Pardubice     | Totale Pardubice     | Totale Pardubice     | 42         | 9          |                 | 2               | 0               |                    | -                  | -                  |             | -           | -           | 44     | 9      |
| gen.-giu. 2025       | Baník Ostrava        | 1L                   | 11         | 1          | CRC             | 2               | 0               | UCoL               | -                  | -                  | -           | -           | -           | 13     | 1      |
| Totale carriera      | Totale carriera      | Totale carriera      | 101+2      | 23+1       |                 | 8               | 0               |                    | -                  | -                  |             | -           | -           | 111    | 24     |